# Petaurillus kinlochii
Petaurillus kinlochii is een zoogdier uit de familie van de eekhoorns (Sciuridae). De wetenschappelijke naam van de soort werd voor het eerst geldig gepubliceerd door Robinson & Kloss in 1911.